# مایکل کالگان
مایکل کالگان (انگلیسی: Michael Colgan؛ زادهٔ ۱۹۷۲ یا ۱۹۷۳) بازیگر و نمایشنامه‌نویس اهل ایرلند شمالی است. وی در حال حاضر استاد دانشگاه کوئین مری دانشگاه لندن است.
از فیلم‌ها یا مجموعه‌های تلویزیونی که وی در آن‌ها نقش داشته‌است، می‌توان به یکشنبه، آرزوهای بزرگ و چرنوبیل اشاره نمود.